# Johann Jakob Ignaz Sendtner
Johann Jakob Ignaz Sendtner (* 31. Juli 1784 in München; † 11. Juni 1833 ebenda) war ein deutscher  Redakteur und Herausgeber, Schriftsteller, Librettist, Bibliothekar, Philologe und außerordentlicher Professor.

## Leben
Jakob Sendtner war der Sohn des kleinbürgerlichen Salzstößlers Michael Sendtner aus München und dessen Frau Anna, geborene Deirl, und hatte einen Bruder namens Joseph.
Er war laut Recherchen des Riezler-Forschers Adolf Roth der erste Akademiker seiner Linie. Nach dem Gymnasialabschluss 1803 am (heutigen) Wilhelmsgymnasium München absolvierte er am angeschlossenen Lyzeum das obligatorische zweijährige Grundstudium (= Philosophie). Von 1805 bis 1810 studierte er an der Universität Landshut und an der Ruprecht-Karls-Universität Heidelberg.

### Lehrtätigkeit
Nach dem Studium lehrte er bis 1826 am Lyzeum in München und danach als außerordentlicher Professor für Ästhetik und Geschichte der schönen Literatur an der kgl. Ludwig-Maximilians-Universität München.

### Weiteres Wirken
Ab dem 1. September 1810 bis zu seinem Tod war Sendtner Redakteur der Münchener politischen Zeitung. In den Jahren 1810 und 1811 gab er die Allgemeine Oberdeutsche Litteratur-Zeitung heraus und von 1811 bis 1815 dann das Gesellschaftsblatt für gebildete Stände.
Im Zeitraum von 1813 bis 1818 war Sendtner maßgeblich beteiligt an der Reorganisation der Bayerischen Hof- und Staatsbibliothek.
1832 gab er in München noch die Zeitung Altbayern, politisches Wochenblatt im Verlag Lindauer heraus. Im Sommer darauf starb er.

## Familie
Sendtner heiratete 1812 Barbara „Betty“ Wolf, Tochter des Verlegers Peter Philipp Wolf und Schwester der Malerin Louise Wolf. Aus der Ehe gingen insgesamt sieben Kinder hervor, die bekanntesten darunter der Botaniker Otto Sendtner und der Jurist Theodor von Sendtner. Eine Tochter, tätig als Erzieherin im Hause Pocci, starb 1846 im Alter von 26 Jahren, eine weitere heiratete einen Mechaniker namens Nickl aus Traunstein, Sohn Hippolyth wurde Mechaniker, wollte auswandern und ist verschollen, und eine 1816 geborene Tochter namens Ottilie starb 1894 unvermögend im Stift Neuberghausen. Tochter Alphonsine (1818–1894) war die zweite Frau des Kaufmanns und Juristen Joseph Riezler. Aus dieser Ehe gingen der Historiker Sigmund von Riezler, der bayerische Generalmajor Emanuel Riezler und der Maler Albrecht Riezler hervor.
Jakob Sendtners Grab, wie auch das seiner Frau, befindet sich in München auf dem Alten Südfriedhof.

## Werke (Auswahl)
- Die Entstehung des Klosters Waldsassen. Romantisches Drama in 3 Akten, 1818. Neuauflage herausgegeben von Georg Schrott in Schriften des Gerwig-Kreis Waldsassen e.V. im Oberpfälzer Waldverein, Verlag Laßleben, Kallmünz 2008, ISBN 978-3-7847-1206-2, S. 88–93.
- Heinrich der IV. zu Givry. Oper in zwey Aufzügen. Gedichtet von J. I. Sendtner und in Musik gesetzt von Joseph Hartmann Stuntz. München, 1820.[7]